# Red Bull MotoGP Rookies Cup 2021
Der Red Bull MotoGP Rookies Cup 2021 war der 15. in der Geschichte des FIM-Red Bull MotoGP Rookies Cups.
Es wurden 14 Rennen bei sieben Veranstaltungen ausgetragen. David Alonso wurde Gesamtsieger.

## Punkteverteilung
Meister wurde derjenige Fahrer, der bis zum Saisonende die meisten Punkte in der Meisterschaft gesammelt hatte. Bei der Punkteverteilung wurden die Platzierungen im Gesamtergebnis des jeweiligen Rennens berücksichtigt. Die 15 erstplatzierten Fahrer jedes Rennens erhielten Punkte nach folgendem Schema:
Weltmeister wird derjenige Fahrer beziehungsweise der Hersteller, der bis zum Saisonende die meisten Punkte in der Weltmeisterschaft angesammelt hat. Bei der Punkteverteilung werden die Platzierungen im Gesamtergebnis des jeweiligen Rennens berücksichtigt. Die fünfzehn erstplatzierten Fahrer jedes Rennens erhalten Punkte nach folgendem Schema:
| Punkteverteilung | Punkteverteilung | Punkteverteilung | Punkteverteilung | Punkteverteilung | Punkteverteilung | Punkteverteilung | Punkteverteilung | Punkteverteilung | Punkteverteilung | Punkteverteilung | Punkteverteilung | Punkteverteilung | Punkteverteilung | Punkteverteilung | Punkteverteilung |
| ---------------- | ---------------- | ---------------- | ---------------- | ---------------- | ---------------- | ---------------- | ---------------- | ---------------- | ---------------- | ---------------- | ---------------- | ---------------- | ---------------- | ---------------- | ---------------- |
| Platz            | 1                | 2                | 3                | 4                | 5                | 6                | 7                | 8                | 9                | 10               | 11               | 12               | 13               | 14               | 15               |
| Punkte           | 25               | 20               | 16               | 13               | 11               | 10               | 9                | 8                | 7                | 6                | 5                | 4                | 3                | 2                | 1                |

In die Wertung kamen alle erzielten Resultate.

## Rennkalender
|   | Lauf | Datum       | Lauf        | Strecke                                                      | Streckenlayout |
| - | ---- | ----------- | ----------- | ------------------------------------------------------------ | -------------- |
| 1 | 1    | 17. April   | Portugal    | Autódromo Internacional do Algarve (Portimão)                |                |
| 1 | 2    | 18. April   | Portugal    | Autódromo Internacional do Algarve (Portimão)                |                |
| 2 | 1    | 1. Mai      | Spanien     | Circuito de Jerez (Jerez de la Frontera)                     |                |
| 2 | 2    | 2. Mai      | Spanien     | Circuito de Jerez (Jerez de la Frontera)                     |                |
| 3 | 1    | 29. Mai     | Italien     | Autodromo Internazionale del Mugello (Scarperia e San Piero) |                |
| 3 | 2    | 30. Mai     | Italien     | Autodromo Internazionale del Mugello (Scarperia e San Piero) |                |
| 4 | 1    | 19. Juni    | Deutschland | Sachsenring (Hohenstein-Ernstthal)                           |                |
| 4 | 2    | 20. Juni    | Deutschland | Sachsenring (Hohenstein-Ernstthal)                           |                |
| 5 | 1    | 7. August   | Österreich  | Red Bull Ring (Spielberg)                                    |                |
| 5 | 2    | 8. August   | Österreich  | Red Bull Ring (Spielberg)                                    |                |
| 6 | 1    | 14. August  | Steiermark  | Red Bull Ring (Spielberg)                                    |                |
| 6 | 2    | 15. August  | Steiermark  | Red Bull Ring (Spielberg)                                    |                |
| 7 | 1    | 17. Oktober | Aragonien   | Motorland Aragón (Alcañiz)                                   |                |
| 7 | 2    | 18. Oktober | Aragonien   | Motorland Aragón (Alcañiz)                                   |                |

## Rennergebnisse
|   | Lauf | Datum  | Rennen      | Strecke                              | Platz 1         | Platz 2           | Platz 3           | Pole-Position   | Schn. Rennrunde | Gesamtführender Fahrer |
| - | ---- | ------ | ----------- | ------------------------------------ | --------------- | ----------------- | ----------------- | --------------- | --------------- | ---------------------- |
| 1 | 1    | 16.04. | Portugal    | Autódromo Internacional do Algarve   | David Alonso    | Diogo Moreira     | Marcos Uriarte    | Diogo Moreira   | Marcos Uriarte  | David Alonso           |
| 1 | 2    | 17.04. | Portugal    | Autódromo Internacional do Algarve   | David Alonso    | Daniel Holgado    | Álex Millán       | Diogo Moreira   | Marcos Uriarte  | David Alonso           |
| 2 | 1    | 01.05. | Spanien     | Circuito de Jerez                    | David Muñoz     | Iván Ortolá       | Diogo Moreira     | David Alonso    | Marcos Uriarte  | David Alonso           |
| 2 | 2    | 02.05. | Spanien     | Circuito de Jerez                    | Daniel Holgado  | Diogo Moreira     | Álex Millán       | David Alonso    | Diogo Moreira   | Daniel Holgado         |
| 3 | 1    | 29.05. | Italien     | Autodromo Internazionale del Mugello | Taiyo Furusato  | David Muñoz       | Diogo Moreira     | Marcos Uriarte  | Diogo Moreira   | Daniel Holgado         |
| 3 | 2    | 30.05. | Italien     | Autodromo Internazionale del Mugello | David Muñoz     | David Alonso      | Iván Ortolá       | Marcos Uriarte  | Shō Nishimura   | David Muñoz            |
| 4 | 1    | 19.06. | Deutschland | Sachsenring                          | David Alonso    | Marcos Uriarte    | David Muñoz       | Matteo Bertelle | Marcos Uriarte  | David Alonso           |
| 4 | 2    | 20.06. | Deutschland | Sachsenring                          | Matteo Bertelle | Dani Muñoz        | Tatchakorn Buasri | Matteo Bertelle | Matteo Bertelle | David Alonso           |
| 5 | 1    | 07.08. | Steiermark  | Red Bull Ring                        | Dani Muñoz      | Iván Ortolá       | David Alonso      | David Muñoz     | Matteo Bertelle | David Alonso           |
| 5 | 2    | 08.08. | Steiermark  | Red Bull Ring                        | David Alonso    | Tatchakorn Buasri | David Muñoz       | David Muñoz     | Marcos Uriarte  | David Alonso           |
| 6 | 1    | 14.08. | Österreich  | Red Bull Ring                        | David Alonso    | David Muñoz       | Tatchakorn Buasri | David Muñoz     | David Alonso    | David Alonso           |
| 6 | 2    | 15.08. | Österreich  | Red Bull Ring                        | David Alonso    | Tatchakorn Buasri | Iván Ortolá       | David Muñoz     | Dani Muñoz      | David Alonso           |
| 7 | 1    | 11.09. | Aragonien   | Aragón                               | Daniel Holgado  | David Muñoz       | David Alonso      | Daniel Holgado  | David Muñoz     | David Alonso           |
| 7 | 2    | 12.09. | Aragonien   | Aragón                               | Iván Ortolá     | Daniel Holgado    | David Alonso      | Daniel Holgado  | Taiyo Furusato  | David Alonso           |

## Fahrerwertung
| Pos. | Fahrer            | Portugal | Portugal | Spanien | Spanien | Italien | Italien | Deutschland | Deutschland | Osterreich | Osterreich | Steiermark | Steiermark | Aragonien | Aragonien | Gesamt |
| Pos. | Fahrer            | L1       | L2       | L1      | L2      | L1      | L2      | L1          | L2          | L1         | L2         | L1         | L2         | L1        | L2        | Gesamt |
| ---- | ----------------- | -------- | -------- | ------- | ------- | ------- | ------- | ----------- | ----------- | ---------- | ---------- | ---------- | ---------- | --------- | --------- | ------ |
| 1    | David Alonso      | 1        | 1        | 8       | 7       | 4       | 2       | 1           | DNF         |            |            |            |            |           |           | 125    |
| 2    | David Muñoz       | 5        | 4        | 1       | 7       | 2       | 1       | 3           | DNF         |            |            |            |            |           |           | 119    |
| 3    | Daniel Holgado    | 4        | 2        | 4       | 1       | 6       | 4       | 4           | DNF         |            |            |            |            |           |           | 107    |
| 4    | Diogo Moreira     | 2        | 8        | 3       | 2       | 3       | 15      | 6           | 4           |            |            |            |            |           |           | 104    |
| 5    | Matteo Bertelle   | DNF      | 5        | 11      | 4       | 5       | 6       | DNF         | 1           |            |            |            |            |           |           | 75     |
| 6    | Iván Ortolá       | 6        | 6        | 2       | DNF     | 10      | 3       | 5           | DNF         |            |            |            |            |           |           | 73     |
| 7    | Marcos Uriarte    | 3        | 9        | 5       | DNF     | 12      | 5       | 2           | DNF         |            |            |            |            |           |           | 69     |
| 8    | Dani Muñoz        | 8        | 12       | 6       | 6       | 7       | 17      | DNF         | 2           |            |            |            |            |           |           | 61     |
| 9    | Álex Millán       | 7        | 3        | 9       | 3       | DNF     | 12      | DNS         | DNS         |            |            |            |            |           |           | 52     |
| 10   | Tatchakorn Buasri | 13       | DNF      | 13      | 12      | 9       | 8       | 10          | 3           |            |            |            |            |           |           | 46     |
| 11   | Mario Aji         | 12       | 11       | 8       | 5       | 8       | DNF     | DNF         | 7           |            |            |            |            |           |           | 36     |
| 12   | Collin Veijer     | 10       | 7        | 10      | DNF     | 11      | 7       | DNF         | 11          |            |            |            |            |           |           | 35     |
| 13   | Scott Ogden       | 9        | 10       | 15      | 9       | 13      | 13      | DNF         | 9           |            |            |            |            |           |           | 34     |
| 14   | Noah Dettwiler    | 17       | DNF      | 12      | 10      | 14      | DNS     | 9           | 5           |            |            |            |            |           |           | 30     |
| 15   | Taiyo Furusato    |          |          |         |         | 1       | 14      | DNF         | DNF         |            |            |            |            |           |           | 27     |
| 16   | Filippo Farioli   | 11       | 18       | 16      | DNF     | 20      | 9       | 7           | 10          |            |            |            |            |           |           | 27     |
| 17   | Luca Lunetta      | 16       | DNF      | 14      | 19      | 16      | 10      | 8           | 6           |            |            |            |            |           |           | 26     |
| 18   | Harrison Voight   | 19       | 13       | 17      | 12      | INJ     | INJ     | 12          | 8           |            |            |            |            |           |           | 19     |
| 19   | Shō Nishimura     | 14       | 16       | 18      | 11      | 18      | 11      | 11          | 14          |            |            |            |            |           |           | 19     |
| 20   | Soma Görbe        | DNF      | 21       | DNF     | 17      | 17      | DNF     | 13          | 12          |            |            |            |            |           |           | 7      |
| 21   | Jakob Rosenthaler | 15       | 15       | DNF     | 14      | 19      | 19      | 15          | 15          |            |            |            |            |           |           | 6      |
| 22   | Eddie O’Shea      | 21       | 19       | 23      | 15      | 22      | DNF     | DNF         | 13          |            |            |            |            |           |           | 4      |
| 23   | Demis Mihaila     | 18       | 17       | 20      | 16      | 15      | 16      | 14          | DNF         |            |            |            |            |           |           | 3      |
| 24   | Freddie Heinrich  | 20       | 14       | 19      | DNF     | DNF     | 21      | DNF         | DNF         |            |            |            |            |           |           | 2      |
| 25   | Cormac Buchanan   | 22       | 20       | 22      | 18      | 23      | 18      | 17          | 16          |            |            |            |            |           |           | 0      |
| 26   | Bartholomé Perrin | DNF      | DNF      | 21      | 20      | 21      | 20      | 16          | 17          |            |            |            |            |           |           | 0      |
|      | Gabin Planques    | DNF      | DNS      | INJ     | INJ     | INJ     | INJ     | INJ         | INJ         |            |            |            |            |           |           | 0      |

| Farbe         | Bedeutung                               |
| ------------- | --------------------------------------- |
| Gold          | Sieger                                  |
| Silber        | 2. Platz                                |
| Bronze        | 3. Platz                                |
| Grün          | Platzierung in den Punkten              |
| Blau          | Klassifiziert außerhalb der Punkteränge |
| Violett       | Rennen nicht beendet (DNF)              |
| Violett       | nicht klassifiziert (NC)                |
| Rot           | nicht qualifiziert (DNQ)                |
| Schwarz       | disqualifiziert (DSQ)                   |
| Weiß          | nicht am Start (DNS)                    |
| Weiß          | zurückgezogen (WD)                      |
| Weiß          | Rennen abgesagt (C)                     |
| ohne Farbe    | nicht am Training teilgenommen (DNP)    |
| ohne Farbe    | verletzt oder krank (INJ)               |
| ohne Farbe    | ausgeschlossen (EX)                     |
| ohne Farbe    | nicht erschienen (DNA)                  |
| fett          | Pole-Position                           |
| kursiv        | Schnellste Rennrunde                    |
| unterstrichen | WM-Führung                              |
| hochgestellt  | Platzierung im Sprintrennen             |